# Återvinning

Symbolen för återvinning.

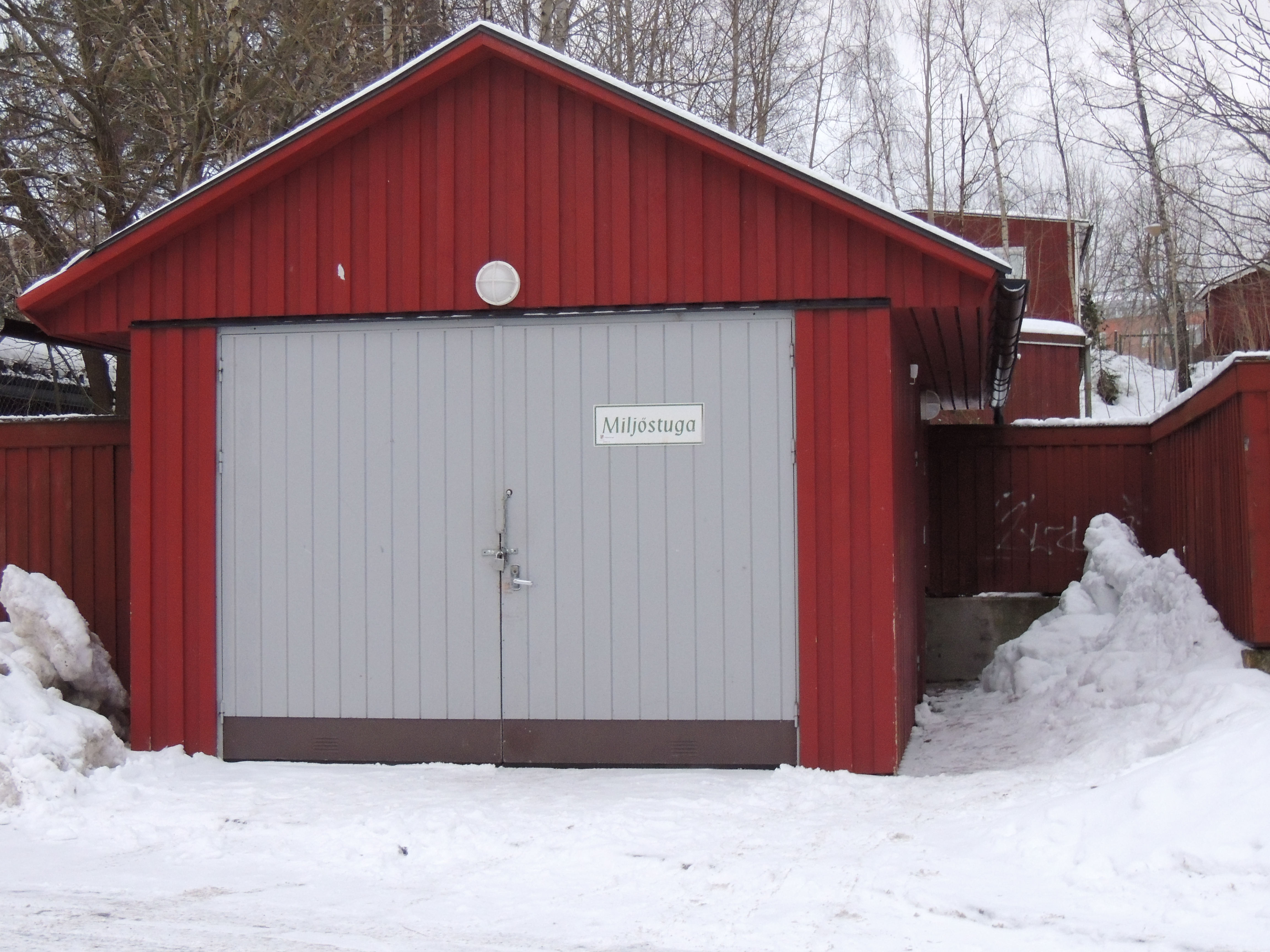
En miljöstuga i Tyresö kommun.

Återvinning innebär tillvaratagande av material från avfall för att producera något nytt av det. Att ta tillvara på något i sin helhet för att använda det i samma form kallas istället återanvändning eller återbruk.

## Allmänt
Återvinning är i allmänhet en föredragen metod när det gäller att behandla avfall. I snäv bemärkelse avses med återvinning substansåtervinning, vilket innebär att jungfruligt (nyproducerat) material ersätts med insamlat använt material. Ibland talas även om energiåtervinning, varvid vissa former av förbränning må komma att klassificeras som återvinning. I Sverige återvinns eller förbränns nästan allt avfall (mer än 99 procent år 2022) och endast en mycket liten del deponeras (slängs i naturen eller grävs ned och lagras på godkänd deponi på ”soptipp”). Inom branscher där producentansvar råder, krävs returinsamlingssystem (återvinning) av branschen. Sverige har lagstadgat producentansvar inom åtta områden: förpackningar, däck, returpapper, elektronik, batterier, läkemedel, fordon som väger mindre än 3,5 ton samt radioaktiva strålkällor.
Aluminium, glas, kartong, papper och plast är exempel på material som kan återvinnas, de olika typerna av material kallas fraktioner.
Ytterligare exempel på återvinning är förorenade jordmassor och tjärasfalt som efter behandlingsåtgärder blir renade och återvunna. De är då lämpliga att åter användas i anläggningsprojekt när exempelvis hus och vägar ska byggas. Se även marksanering.
Även överflödig värme från industrier tas om hand och blir fjärrvärme.

## Vanliga återvinningsbara material

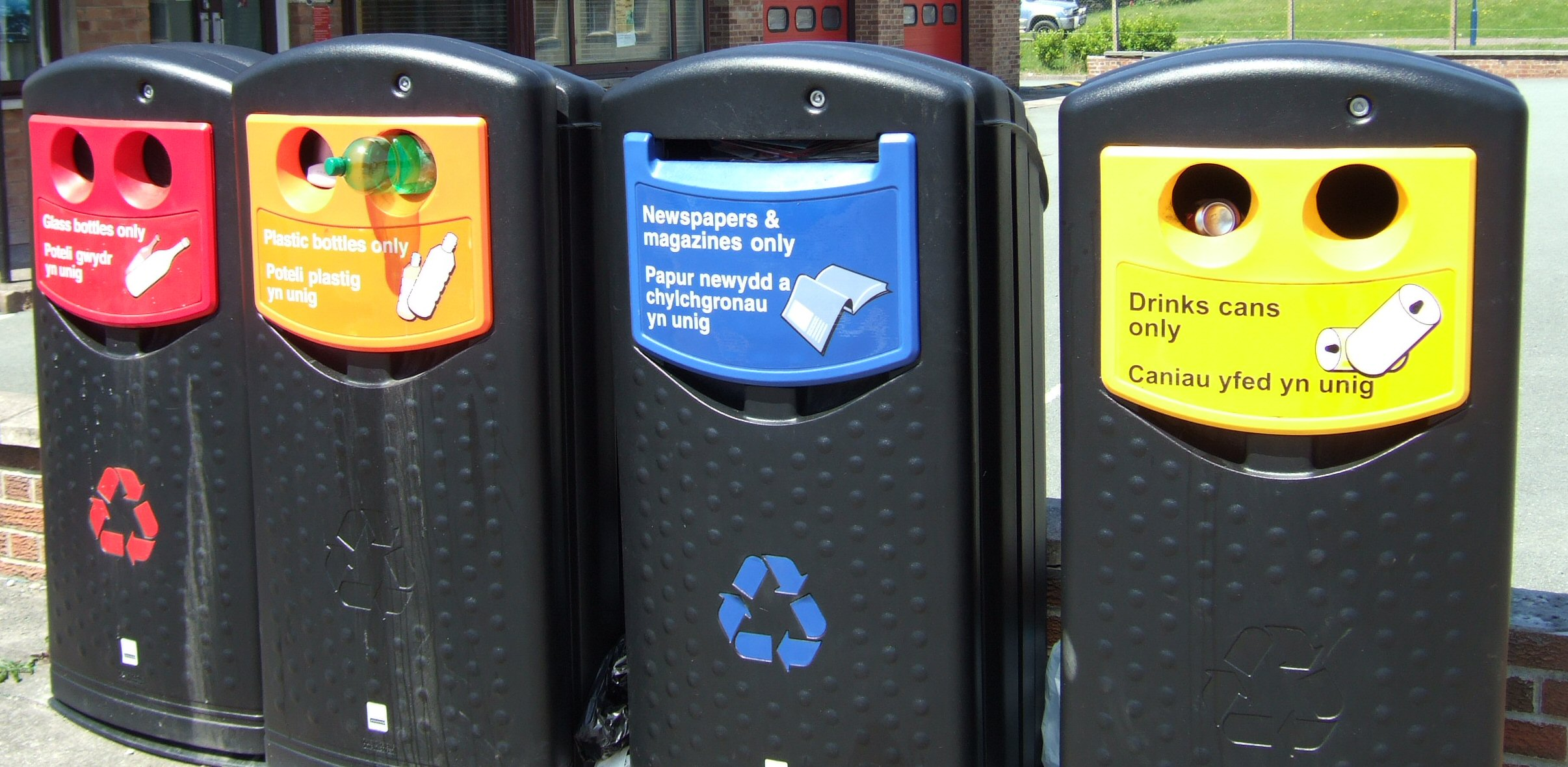
Återvinningscontainrar i Wales.

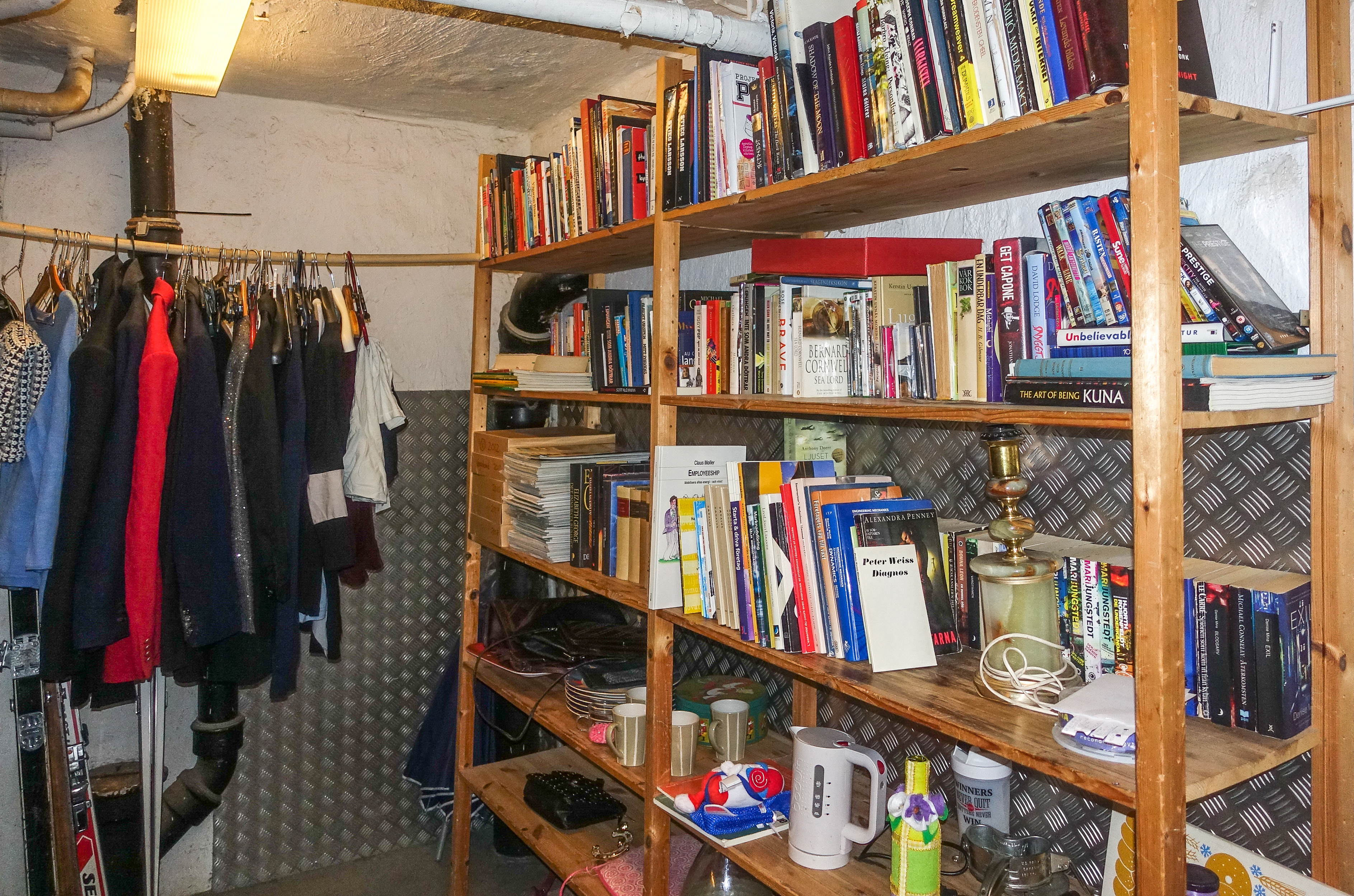
Återvinningsrum i bostadsrättsförening i Stockholm 2020.

Återvinning av olika material kan ske på olika sätt, exempelvis via mindre fastighetsnära återvinningsstationer och större återvinningscentraler.

### Glas
Glas återvinns både genom pantsystemet i affärer och vid vanliga återvinningscentraler. Vanligtvis sorteras vitt glas från färgat när det lämnas in. Glaset mals sedan ner och smälts ner för att användas igen. Glas går att återvinna hur många gånger som helst utan att det slits ut.

### Kartong
Kartong kan tillverkas av återvunnet papper. En kartongförpackning kan i sin tur också återvinnas flera gånger och bli till olika produkter.

### Kompostering
Kompostering av organiskt material är att föredra då detta ofta innehåller vätska som försvårar förbränning. Har man möjlighet att göra det hemma minskar dessutom behovet av transporter.

### Metall
Vid metallåtervinning är särskilt aluminium eftertraktat då det är mycket dyrt att framställa nytt ur bauxit. Det lönar sig ofta ekonomiskt att betala panten för aluminiumburkar då de är värda mer som råmaterial.
Andra metaller återvinns också i stor utsträckning då - utöver miljöskälen - materialvärdet på dem också är relativt högt.

### Papper
Papper omvandlas till pappersmassa som kan användas om igen. Fibrerna i pappret slits dock ut efter ett tag vilket gör att det inte kan återvinnas hur mycket som helst. I gengäld kommer papper från en förnybar källa: trä.

### Plast

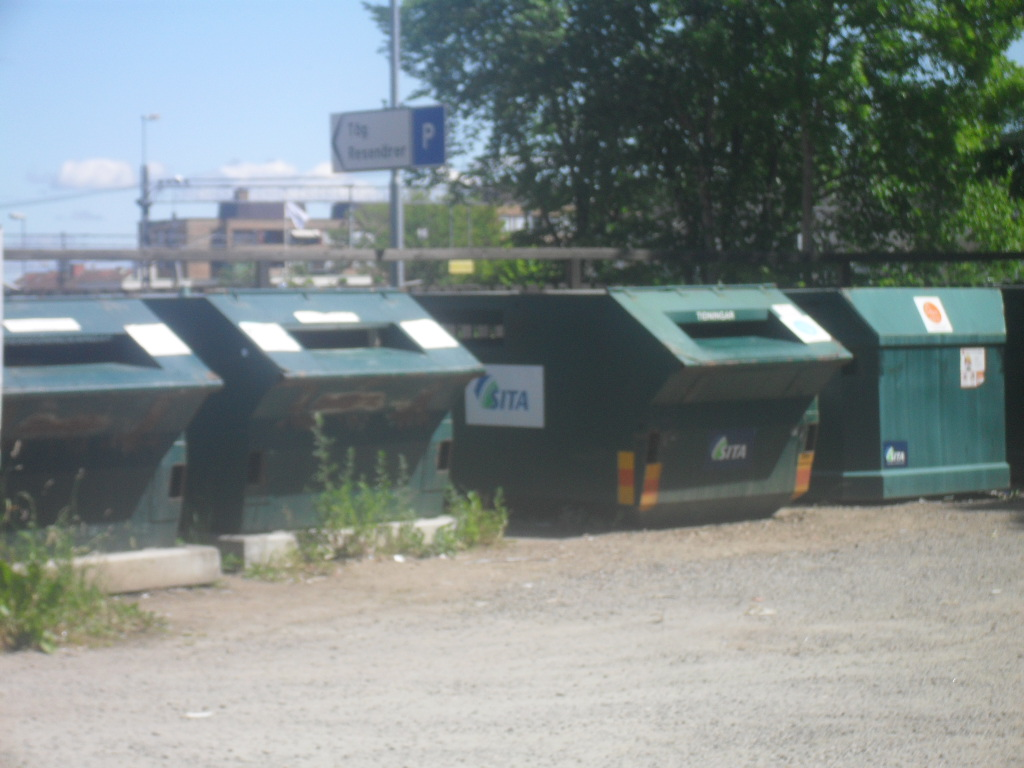
En återvinningstation (ÅVS).

Plaståtervinning är av stor vikt eftersom materialet används i så stor utsträckning och ofta innehåller miljöfarliga ämnen, att den uppsjö av olika plaster som finns oundvikligen blandas vilket riskerar att försämra plastens kvalitet.